# Elio Marchetti
Elio Marchetti (ur. 17 sierpnia 1974 roku w Viterbo) – włoski kierowca wyścigowy.

## Kariera
Marchetti rozpoczął karierę w międzynarodowych wyścigach samochodowych w 2004 roku od startów w Renault Clio Cup Italy,. Z dorobkiem dwunastu punktów uplasował się tam na osiemnastej pozycji w klasyfikacji generalnej. W późniejszych latach Włoch pojawiał się także w stawce Italian Super Touring Car Championship, World Touring Car Championship oraz FIA GT3 European Championship.
W World Touring Car Championship Włoch wystartował w trzech wyścigach sezonu 2006. Podczas pierwszego wyścigu francuskiej rundy uplasował się na 24 pozycji, co było jego najlepszym wynikiem w mistrzostwach.